# Federal Correctional Complex (Allenwood)
Federal Correctional Complex, Allenwood (FCC Allenwood), je americká federální věznice pro mužské vězně v Pensylvánii. Je provozována Federálním úřadem pro věznice (Federal Bureau of Prisons), spadajícím pod ministerstvo spravedlnosti. Nachází se asi 121 km severně od Harrisburgu u Allenwoodu.
Komplex se skládá ze tří zařízení:
- FCI Allenwood Low: nízké zabezpečení
- FCI Allenwood Medium: střední zabezpečení
- USP Allenwood: vysoké zabezpečení

Známí vězni:
- Thomas Pitera, vrah a člen rodiny Bonanno
- John Rigas, zakladatel Adelphia Communications Corporation[1]
- weev, hacker